# Aksel Bjerregaard
Aksel Bjerregaard (født 19. oktober 1916, død 13. juni 1982) var en dansk idrætsinstruktør. Bjerregaard indførte circuit training i Danmark. Han blev student fra Efterslægten, afbrød et universitetsstudium for at hellige sig idrætten, gennemgik i 1941-1942 Statens Gymnastikskoles kursus og i 1946 Svenska Fri-Idrottsförbundets 3 måneders-kursus på Bosön.
I årene 1943-1948 var han instruktør for Københavns Athletik Forbund og fra 1948 ansat som instruktør i Dansk Idræts-Forbund, hvor arbejdet dels har bestået i medvirken ved special-forbundenes kursus og dels i træning af idrætsfolk til større arrangementer, f.eks. træning af fodboldspillerne til OL i 1948 og 1952 og konditionstræning af næsten samtlige idrætsfolk til OL i Rom i 1960.
Bjerregaard arbejdede tæt sammen med idrætslægen og professoren Ove Bøje.
Aksel Bjerregaard var fra 1961-1967 forstander for Den Jyske Idrætsskole i Vejle.